# Noche de miedo 2
Noche de Miedo 2 (promocionada como Noche de miedo 2: Nueva Sangre) es una película de comedia de terror de 2013 dirigida por Eduardo Rodríguez. Es una secuela directa para vídeo del remake de 2011, Fright Night. Ninguno de los actores de la película anterior interpretó su papel correspondiente, y el argumento de la película es una mezcla de la película original Fright Night y su remake.

## Elenco
- Will Payne como Charley Brewster
- Jaime Murray como Gerri Dandridge
- Sean Power como Peter Vincent
- Sacha Parkinson como Amy Peterson
- Chris Waller como "Evil" Ed Bates
- Alina Minzu como Shayla Sunshine
- Constantin Barbulescu como Inspector Constantin